# Echt (Band)
Echt war eine deutsche Popgruppe aus Flensburg, die 1994 als Schülerband gegründet wurde. Mit den Liedern Du trägst keine Liebe in dir und Weinst du hatte sie 1999 ihre größten Erfolge, bevor sie sich im Jahre 2002 auflöste. 2023 erschien mit der Dokumentarfilmtrilogie ECHT – Unsere Jugend eine weitere Zusammenarbeit.

## Bandgeschichte

### Anfänge (seit 1994) und AlbumEcht(1998)
Die fünf zwischen 1980 und 1982 geborenen Mitglieder von „Echt“ – Kim Frank, Kai Fischer, Andreas „Puffi“ Puffpaff, Florian „Flo“ Sump und Gunnar Astrup – lernten sich an ihrer gemeinsamen Schule kennen. Sie begannen 1994 ihre Karriere als Schülerband unter dem Namen Seven Up an der Kurt-Tucholsky-Schule (KTS) in Flensburg, die von dem damaligen Musiklehrer Dietmar Wagner betreut wurde. Anfangs bestand die Besetzung außerdem aus zwei Mädchen, die die Gruppe aber schon in der Zeit vor 1998 verließen. Danach blieb die Besetzung während der gesamten aktiven Zeit unverändert.
Seit 1996 wurde die Gruppe, die sich nun Echt nannte, professionell von Jonas Schäfer – einem früheren Schüler der Tucholsky-Schule – gemanagt. Schäfer verschaffte ihnen auch einen ersten Plattenvertrag und blieb über die gesamte Zeit der Band ihr Manager. Das selbstbetitelte Debütalbum erschien 1998 und stieß bis auf Platz 5 der deutschen Albumcharts vor. Obwohl keine der ausgekoppelten Singles die Top-10 in Deutschland erreichte, liefen die Videos zu den Songs Alles wird sich ändern und Wir haben's getan häufig auf dem Musiksender VIVA Deutschland. Medien wie die Bravo versuchten, Echt mit dem Image einer für die 1990er-Jahre typischen Boygroup zu versehen, zumal ihr Publikum überwiegend aus jungen Mädchen bestand. Die Band lehnte die Bezeichnung als Boygroup selbst ab, sie verwiesen im Gegensatz zu gecasteten „Retortenbands“ auf ihren Ursprung als Schülerband.
Nach den ersten Charterfolgen und einem entsprechenden Pensum an Auftritten vereinbarten die Eltern der Bandmitglieder im Sommer 1998 mit der Schule, die Schullaufbahn ihrer Kinder für ein Jahr zu pausieren. Da die Gruppe im folgenden Jahr noch erfolgreicher wurde und ihre Mitglieder bereits einen Realschulabschluss erreicht hatten, entschlossen sie sich 1999 dazu, die Schule nicht fortzusetzen.

### Größter Erfolg mitFreischwimmer(1999)
Den Gipfel ihres Erfolges erreichte die Gruppe im Jahr 1999 mit ihrem zweiten Album Freischwimmer, das Platz eins der Albumcharts erreichte. Auf diesem Album waren auch Top-10-Hits Du trägst keine Liebe in dir und Weinst du. Die im Jahr 2000 erschienene Singleauskopplung Junimond, eine Coverversion des Titels von Rio Reiser, erzielte Platz 12 in den deutschen Charts und war Soundtrack zum Kinofilm Crazy mit Robert Stadlober und Tom Schilling in den Hauptrollen.
Viele Stücke auf den ersten beiden Alben stammten aus der Feder des Bandgitarristen Kai Fischer, der in den CD-Booklets jedoch unter dem Pseudonym Jonathan Löwenherz genannt wurde. Allerdings waren gerade die bekanntesten und erfolgreichsten Titel stets Fremdkompositionen und wurden unter anderem von Michel van Dyke (Wo bist Du jetzt? und Du trägst keine Liebe in dir) geschrieben. Insbesondere auf den frühen Echt-Konzerten wurden zudem häufig Coverversionen von Bands wie Selig gespielt, deren ehemaliger Produzent Franz Plasa auch mit Echt arbeitete.
Schlagzeilen machten die Bandmitglieder unter anderem, als sie für die Dreharbeiten des Musikvideos zu dem Lied 2010 nackt über die Hamburger Reeperbahn rannten. Hierbei wurde ein Nacktbild des Sängers Kim Frank ohne dessen Zustimmung von der Bild veröffentlicht. Weitere Boulevardnachrichten wie Franks Beziehung mit der Moderatorin Enie van de Meiklokjes führten dazu, dass die Musik der Band zum Teil in den Hintergrund geriet.

### Drittes AlbumRecorder(2001) und das Ende der Band (2002)
Hatte man bisher auf Kompositionen beruflicher Songwriter zurückgegriffen, schrieben die Musiker für das dritte und letzte Album Recorder erstmals alle Stücke selbst. Dies erwies sich kommerziell als Fehlentscheidung. Zwar lobten bedeutende Musikzeitschriften wie Spex oder Intro die musikalische Reife der bis dahin oft nur als „Teenie-Band“ wahrgenommenen Gruppe, doch für die Vermarktung der Band bisher wichtige Teenager-Medien wie Bravo zeigten kaum Interesse, den veränderten Klang der Gruppe zu vermarkten. Die Verkaufszahlen des Albums, das schließlich 2001 erschien, blieben weit hinter den Erwartungen zurück. Auch der Kartenvorverkauf für die Tournee lief unbefriedigend, weswegen einige Konzerte in kleinere Hallen verlegt wurden und der geplante zweite Teil der Tour abgesagt wurde. Die vom Album Recorder stammende letzte Single-Auskopplung hieß Stehengeblieben und erreichte nicht einmal die Singlecharts.
In der im Jahr 2002 erschienenen Folge 106 (Der Mann ohne Kopf) der Hörspielserie Die drei ??? waren alle Bandmitglieder beteiligt, obwohl nur der Sänger Kim Frank eine größere Rolle (als Jeffrey) hatte.
Ein für 2002 angekündigtes neues Studioalbum kam nicht mehr zustande. Stattdessen wurde Ende 2002 die Trennung von Echt bekannt gegeben. Neben dem nachlassenden Erfolg zählten persönliche Differenzen zwischen Bandmitgliedern, Meinungsverschiedenheiten über die weitere musikalische Ausrichtung sowie eine generelle Müdigkeit nach vier Jahren fast pausenloser öffentlicher Auftritte zu den Gründen für das Aus der Band.

### Seit 2002: Nach dem Ende vonEcht
Die Bandmitglieder schlugen danach unterschiedliche Berufswege ein:
- Kim Frank veröffentlichte 2007 ein Soloalbum, zudem war er bereits als Schauspieler und Buchautor tätig. Vor allem arbeitet er aber als Regisseur von Musikvideos für diverse deutsche Musikgrößen. Bereits in seiner Zeit bei Echt hatte er bei mehreren der Musikvideos die Regie geführt.
- Florian Sump ist seit 2007 als Rapper Jim Pansen wieder im Musikgeschäft aktiv.[10] Hauptberuflich arbeitet er als pädagogischer Mitarbeiter in einem Hamburger Kindergarten.[11] Seit 2012 hat er mit der Band Deine Freunde, der auch DJ Pauli und Lukas Nimscheck angehören, mehrere Rap-Alben veröffentlicht, die sich an Kinder im Kindergarten- und Grundschulalter richten.[12]
- Gunnar Astrup arbeitet nach einem abgeschlossenen Volontariat lange Zeit als Musikchef beim Hörfunk. Im Jahr 2022 hat er die Geschäftsführung und Programmleitung des Kulturfestivals Flensburger Hofkultur übernommen.[13]
- Andreas Puffpaff ist als Videograph und Website-Designer tätig.[14]
- Kai Fischer arbeitet als Kostümbildner bei Filmproduktionen.[15]

Im Jahr 2011 stand die Band anlässlich eines Gedenkkonzerts für den verstorbenen Künstler Walter Welke noch einmal gemeinsam auf der Bühne.
Im November 2023 war Kim Frank als Überraschungsgast im ZDF Magazin Royale auf der Bühne zu sehen. Begleitet vom Rundfunk-Tanzorchester Ehrenfeld sang der Ex-Frontmann ein Medley der größten Hits. Kurz darauf erschien der dreiteilige Dokumentarfilm ECHT – Unsere Jugend, der unter Regie und aus der Sicht von Kim Frank die Geschichte der Band erzählt, in der ARD Mediathek. Als Grundlage für die Dokumentation diente rund 250 Stunden filmisches Rohmaterial, das die Bandmitglieder und enge Vertraute während des Bestehens der Band gefilmt hatten. In einem Interview anlässlich der Veröffentlichung der Dokumentation erklärte Frank, dass die Bandmitglieder noch immer gut miteinander befreundet seien, aber keine Wiedervereinigung von Echt geplant sei.

## Auszeichnungen
- 1998: Bravo Otto in Bronze (Band Pop)[19]
- 1999: Bravo Otto in Bronze (Superband)[20]
- 2000: Bambi (Pop national)
- 2000: Goldene Europa (Gruppe des Jahres)
- 2000: RSH-Gold[21]
- 2000: ECHO (Musikvideo des Jahres)
- 2000: Goldene Kamera (Senkrechtstarter Pop-Musik)
- 2000: 1 Live Krone (Beste Single „Junimond“)

## Diskografie

### Studioalben
| Jahr | Titel         | Höchstplatzierung, Gesamtwochen, AuszeichnungChartplatzierungen (Jahr, Titel, Platzierungen, Wochen, Auszeichnungen, Anmerkungen) | Höchstplatzierung, Gesamtwochen, AuszeichnungChartplatzierungen (Jahr, Titel, Platzierungen, Wochen, Auszeichnungen, Anmerkungen) | Höchstplatzierung, Gesamtwochen, AuszeichnungChartplatzierungen (Jahr, Titel, Platzierungen, Wochen, Auszeichnungen, Anmerkungen) | Anmerkungen                              |
| Jahr | Titel         | DE | AT | CH | Anmerkungen                              |
| ---- | ------------- | --- | --- | --- | ---------------------------------------- |
| 1998 | Echt          | DE5 (31 Wo.)DE | AT16 (16 Wo.)AT | — | Erstveröffentlichung: 9. Oktober 1998    |
| 1999 | Freischwimmer | DE1 Gold · (47 Wo.)DE | AT6 Gold · (28 Wo.)AT | CH9 (11 Wo.)CH | Erstveröffentlichung: 10. September 1999 |
| 2001 | Recorder      | DE21 (4 Wo.)DE | AT59 (1 Wo.)AT | — | Erstveröffentlichung: 8. Oktober 2001    |

### Livealben
| Jahr | Titel              | Höchstplatzierung, Gesamtwochen, AuszeichnungChartplatzierungen (Jahr, Titel, Platzierungen, Wochen, Auszeichnungen, Anmerkungen) | Höchstplatzierung, Gesamtwochen, AuszeichnungChartplatzierungen (Jahr, Titel, Platzierungen, Wochen, Auszeichnungen, Anmerkungen) | Höchstplatzierung, Gesamtwochen, AuszeichnungChartplatzierungen (Jahr, Titel, Platzierungen, Wochen, Auszeichnungen, Anmerkungen) | Anmerkungen                         |
| Jahr | Titel              | DE | AT | CH | Anmerkungen                         |
| ---- | ------------------ | --- | --- | --- | ----------------------------------- |
| 1999 | Live bei Overdrive | — | — | — | Erstveröffentlichung: 18. März 1999 |

### Singles
| Jahr | Titel Album                                | Höchstplatzierung, Gesamtwochen, AuszeichnungChartplatzierungen (Jahr, Titel, Album, Platzierungen, Wochen, Auszeichnungen, Anmerkungen) | Höchstplatzierung, Gesamtwochen, AuszeichnungChartplatzierungen (Jahr, Titel, Album, Platzierungen, Wochen, Auszeichnungen, Anmerkungen) | Höchstplatzierung, Gesamtwochen, AuszeichnungChartplatzierungen (Jahr, Titel, Album, Platzierungen, Wochen, Auszeichnungen, Anmerkungen) | Anmerkungen                              |
| Jahr | Titel Album                                | DE | AT | CH | Anmerkungen                              |
| ---- | ------------------------------------------ | --- | --- | --- | ---------------------------------------- |
| 1998 | Alles wird sich ändern Echt                | DE55 (9 Wo.)DE | AT26 (2 Wo.)AT | — | Erstveröffentlichung: 24. April 1998     |
| 1998 | Wir haben’s getan Echt                     | DE23 (9 Wo.)DE | AT17 (11 Wo.)AT | — | Erstveröffentlichung: 18. September 1998 |
| 1998 | Wo bist du jetzt? Echt                     | DE20 (13 Wo.)DE | AT22 (6 Wo.)AT | CH29 (8 Wo.)CH | Erstveröffentlichung: 1. Dezember 1998   |
| 1999 | Fort von mir Echt                          | DE30 (8 Wo.)DE | — | — | Erstveröffentlichung: 9. April 1999      |
| 1999 | Du trägst keine Liebe in dir Freischwimmer | DE7 Gold · (20 Wo.)DE | AT10 (20 Wo.)AT | CH17 (20 Wo.)CH | Erstveröffentlichung: 19. August 1999    |
| 1999 | Weinst du Freischwimmer                    | DE7 (12 Wo.)DE | AT15 (10 Wo.)AT | CH11 (12 Wo.)CH | Erstveröffentlichung: 31. Dezember 1999  |
| 2000 | Junimond Crazy (Soundtrack)                | DE12 (13 Wo.)DE | AT29 (8 Wo.)AT | CH37 (8 Wo.)CH | Erstveröffentlichung: 6. Juni 2000       |
| 2000 | 2010 Freischwimmer                         | DE88 (2 Wo.)DE | — | — | Erstveröffentlichung: 29. September 2000 |
| 2001 | Wie geht es dir so? Recorder               | DE55 (4 Wo.)DE | — | — | Erstveröffentlichung: 20. August 2001    |
| 2002 | Stehengeblieben Recorder                   | — | — | — | Erstveröffentlichung: 7. Januar 2002     |

### Musikvideos
- 1998: Alles wird sich ändern
- 1998: Wir habens getan
- 1998: Wo bist du jetzt
- 1998: Fort von mir
- 1999: Du trägst keine Liebe in dir
- 1999: Weinst du
- 2000: Junimond
- 2000: 2010
- 2001: Wie geht es dir so?
- 2002: Stehengeblieben

## Dokumentation
- Kim Frank (Idee, Schnitt, Regie): ECHT – Unsere Jugend in der ARD-Mediathek. Dokumentation (187 Min.), abrufbar bis 22. November 2025; SWR, ARD Kultur, MDR, NDR, RBB, BR, Radio Bremen; 2023; drei Teile